# Rada Central Ucraniana
La Rada Central Ucraniana (en ucraniano: Українська Центральна Рада, Ukraínska Tsentralna Rada, siendo sus siglas УЦР, UTsR), es un término utilizado generalmente por los ucranianos para sociedades políticas, públicas, culturales y profesionales. Además, después del Congreso Nacional Panucraniano (del 17 de marzo al 2 de abril de 1917), fue el Parlamento revolucionario de Ucrania, que dirigió el movimiento nacional y, mediante cuatro proclamas universales, condujo a Ucrania de la autonomía a la independencia antes de que los alemanes la disolviesen al año siguiente.
Las tres primeras proclamas universales declaraban la autonomía de Ucrania, sin romper los lazos federales con la República Rusa. Pero tras la supresión por el Gobierno de Lenin de la Asamblea Constituyente Rusa, en la que los socialistas revolucionarios ucranianos consiguieron 81 escaños revelándose como la tercera fuerza política más votada, la Cuarta Proclama Universal determinó: "La República Popular Ucraniana se proclama Estado independiente, libre y soberano de la nación ucraniana". Myjailo Hrushevski fue uno de los socialistas revolucionarios que consiguió un escaño de diputado, elegido por la circunscripción de Kiev.
La Rada se formó poco después de la Revolución de Febrero y quedó presidida por el historiador Myjailo Hrushevski. Inicialmente, la Rada defendió la autonomía de Ucrania dentro de una República Rusa federal. Robustecida por el apoyo de diversos congresos de soldados y campesinos entre otros, consiguió el derecho de representar a la nación ucraniana. Al rechazo del Gobierno provisional ruso la Rada respondió con la proclamación unilateral de la autonomía el 23 de junio de 1917 en su Primera Proclama Universal. Se formó un gabinete —la Secretaría General— para gestionar esta autonomía, que el Gobierno provisional debilitado por la derrota de la ofensiva Kérenski, tuvo que reconocer en el verano, aunque de manera más limitada de lo esperado por la Rada.
Después de la Revolución de Octubre, proclamó la federación con la República Rusa en la Tercera Proclama Universal del 20 de noviembre de 1917. En respuesta a la invasión bolchevique de la región y la disolución de la Asamblea Constituyente Rusa por el Gobierno bolchevique de Lenin el 19 de enero de 1918, la Rada declaró independiente a la República Popular Ucraniana en la Cuarta Proclama Universal del 22 de enero de 1918. Dividida internamente, no llegó a aplicar la esperada reforma agraria, ni a reunir la Asamblea Constituyente Ucraniana proyectada ni a formar unas fuerzas armadas que le permitiesen enfrentarse a los bolcheviques.
Incapaz de hacer frente por sí misma a las fuerzas bolcheviques enviadas contra ella, solicitó la ayuda de los Imperios Centrales, que ocuparon el país con el objetivo de obtener de él grandes cantidades de alimentos. Restaurada en teoría con ayuda de los imperios, la república se convirtió en la práctica en su protectorado. Incapaz de suministrar estos, los ocupantes decidieron sustituirla por otro Gobierno que les ayudase a lograr este objetivo. Este segundo periodo en Kiev apenas duró nueve semanas.
El 9 de febrero de 1918, en Brest fue firmado el Tratado de Brest-Litovsk entre los representantes de los Imperios Centrales y los de la Rada Central Ucraniana que precedió en casi un mes al que firmaron aquellos con el gobierno ruso del Sovnarkom. La Rada Central fue abolida por un golpe de Estado de los conservadores con apoyo de las potencias ocupantes el 29 de abril de 1918. El poder pasó al hetman Pavló Skoropadski, acaudalado militar que gobernó hasta la derrota de los Imperios Centrales.

## Antecedentes

### Situación de la región
El antiguo Imperio ruso contaba con unos treinta y dos millones de ucranianos, la mayor minoría del Estado. El nacionalismo ucraniano —de aparición tardía— no estaba muy extendido, pero creció rápidamente a lo largo de 1917. El Gobierno imperial había reprimido su extensión entre el campesinado, prohibiendo incluso las publicaciones en ucraniano hasta 1905. Aunque la revolución rusa de 1905 trajo un florecimiento de la producción en ucraniano, esta casi desapareció a partir de 1908 y volvió a quedar vigilada estrechamente por el Gobierno zarista. La enseñanza en ucraniano solo se permitió en 1917. Las reformas de Piotr Stolypin expulsaron en la práctica a los nacionalistas ucranianos de la Duma. El estallido de la Primera Guerra Mundial redobló la represión gubernamental de la prensa ucraniana, de cualquier manifestación cultural local y de las organizaciones culturales, incluso de las favorables al Gobierno en el conflicto. Las clases altas ucranianas, así como el creciente proletariado urbano, se consideraban en general más rusos que ucranianos.
La mayoría de los ucranianos, no obstante, eran campesinos —solo el 20 % de la población era urbana, un porcentaje ligeramente mayor que la media en la parte europea del imperio; el 68 % de la población se dedicaba a la agricultura—, difíciles de movilizar políticamente; gran parte del proletariado urbano del este de la región era ruso. El 88 % de los campesinos era lingüísticamente ucraniano. De los veinticinco millones de residentes en el campo, el 97 % eran campesinos, que poseían el 65 % de la tierra; los terratenientes, el 1,1 %, poseían el 30 %. Cerca de la mitad del campesinado era pobre y solo alrededor del 17,5 % acomodado, más por la falta de medios —créditos, maquinaria, formación— que de tierra en propiedad. Con la escasa producción media, los campesinos sufrían hambre cada tres años en promedio. A diferencia de las principales provincias agrícolas rusas, las ucranianas contaban con un sistema de propiedad personal y hereditario de la tierra y las comunas estaban poco extendidas. El interés de los campesinos por las haciendas de los terratenientes se debió más a la falta de alternativas de ingresos durante la guerra civil que a que su distribución pudiese resolver su pobreza. Con unos terratenientes fundamentalmente rusos, escasas estructuras educativas o cooperativas y un agro muy homogéneo, la posible dirección política del agro ucraniano recayó en los profesionales del campo —el «tercer elemento»: maestros, veterinarios, empleados de los zemstvos, etc—, apenas el 0,3 % de la población rural.
Rusa y judía era también gran parte de la población urbana; el porcentaje de ucranianos residentes en las ciudades era bajo. Judíos solían ser también la mayoría de los comerciantes e industriales de las provincias occidentales, donde los terratenientes eran a menudo polacos. La región contaba además con los grandes contingentes rusos de los frentes sudoriental y rumano. Si la zona costera contaba con una gran mezcla de comunidades cuyo paradigma era Odesa, la zona oriental, con grandes centros industriales y mineros tenía una gran cantidad de obreros rusos o rusificados. Un importante problema para el programa nacionalista de la Rada fue el especial crecimiento de la población en las provincias esteparias del sur de la región, más industrializadas, menos movilizadas militarmente durante la guerra y menos partidarias del ideal nacionalista. En estas zonas la mayoría ucraniana era pequeña, no había tenido un papel destacado en su industrialización y había sido en parte rusificada. En efecto, el proletariado ucraniano era muy reducido y había sido a menudo rusificado. Mayoritariamente, los obreros de Ucrania apoyaron a los partidos socialistas rusos, no a los ucranianos.
Estas provincias concentraban el 46 % de la población urbana. Entre esta, los ucranianos representaban alrededor del 30 %, un porcentaje menor que los rusos (34 %) y parecido al de los judíos (27 %). Los ucranianos urbanos, además, pertenecían en general a los estratos más pobres, el proletariado y semiproletariado y su porcentaje entre la clase media (burguesía, intelectualidad, funcionariado u oficinistas) era bajo. En las ciudades, donde se decidió el destino de la guerra civil, los nacionalistas ucranianos encontraron en general indiferencia y hostilidad. Tanto en las elecciones a la Asamblea Constituyente Rusa como en las municipales, los partidos ucranianos sufrieron derrotas en todas las ciudades importantes. En la propia Kiev, apenas el 16 % de la población se declaraba ucraniana en 1917 y, a pesar de su crecimiento durante los años de conflicto, en 1919 no alcanzaba el cuarto del total.
Los elementos ucranianos carecían de experiencia de gobierno ya que la región carecía de una Administración propia. Los partidos ucranianos tenían una corta existencia y habían surgido a principios de siglo. La intelectualidad ucraniana fue incapaz de movilizar de forma permanente y eficaz al amplio campesinado en favor de su ideal nacionalista.
El proletariado (el 14 % de la población contando a los trabajadores y a sus familias), era fundamentalmente agrario y semicampesino: solo millón y medio de los seis millones y medio de obreros y sus familias residía en ciudades. Esta porción, la más activa políticamente, se concentraba en el sur, lejos de los centros del nacionalismo.
Por su parte, la burguesía era extremadamente débil en Ucrania (el 0,8 % de la población) y la intelectualidad y los oficinistas apenas alcanzaban el 6 %.

### Situación política
La mayoría de los partidos de la región se proclamaban de una u otra manera socialistas. La Sociedad de Progresistas Ucranianos, que no lo era, adoptó el nombre de Partido de Socialistas Federalistas. Al mismo tiempo, los partidos solían tener una vertiente nacionalista, a menudo difícil de conjugar con su socialismo internacionalista. La tensión entre los dos aspectos produjo la escisión de los dos partidos socialistas principales en enero de 1919: el Partido Socialrevolucionario Ucraniano —surgido tras la Revolución de Febrero, encabezado por jóvenes dirigentes, con gran influencia entre los campesinos pero poca en la Rada— y el Partido Obrero Socialdemócrata Ucraniano (POSU) —resurgido tras la revolución, con importantes dirigentes políticos como Volodímir Vinnichenko o Simon Petliura—. La corriente más izquierdista del POSU, convencida de poder evitar la invasión bolchevique si se implantaba un sistema de sóviets en el país, formó su propio partido. Los más radicales de entre los socialrevolucionarios ucranianos se separaron en mayo de 1918 y formaron el Partido Ucraniano Socialista-Revolucionario Borotbista en agosto de 1919. Opuestos a la vez a la República Popular Ucraniana y a la República Socialista Soviética de Ucrania contra la que fomentaron alzamientos campesinos, acabaron absorbidos por los bolcheviques a comienzos de 1920.
El Partido bolchevique era débil en Ucrania, especialmente entre los ucranianos y más aún entre los campesinos ucranianos y, en general, contrario al nacionalismo de la región. Los obreros urbanos, en mejor situación que los rusos, apoyaban en general a los mencheviques, igual que la mayoría de los artesanos, a menudo judíos. El principal apoyo bolchevique provenía de los inmigrantes rusos recientes, venidos para trabajar en las minas. El Partido Comunista Ucraniano se formó en Moscú en agosto de 1918, pero no como un partido separado, sino como la sección ucraniana y autónoma del partido ruso. Los principales puestos del partido los ocupaban personas que no eran ucranianas.
El nacionalismo ucraniano carecía de defensores entre los partidos políticos rusos de 1917 y en la población rusa y judía de la región. Las ciudades y los centros industriales, poblados en su mayoría por las minorías, eran en general hostiles al nacionalismo local. A menudo, el principal elemento ucraniano, el campesinado, tampoco demostró gran apego por el nacionalismo local y se interesó principalmente por la obtención de la propiedad de la tierra. Sus objetivos políticos eran fundamentalmente locales y no favorecían el desarrollo del movimiento nacionalista. El respaldo a la autonomía ucraniana era para el campesinado no un fin en sí mismo, sino la condición necesaria para asegurar las ansiadas reformas políticas, sociales y económicas en un marco regional, a menudo diferente del resto del antiguo imperio.

## Establecimiento

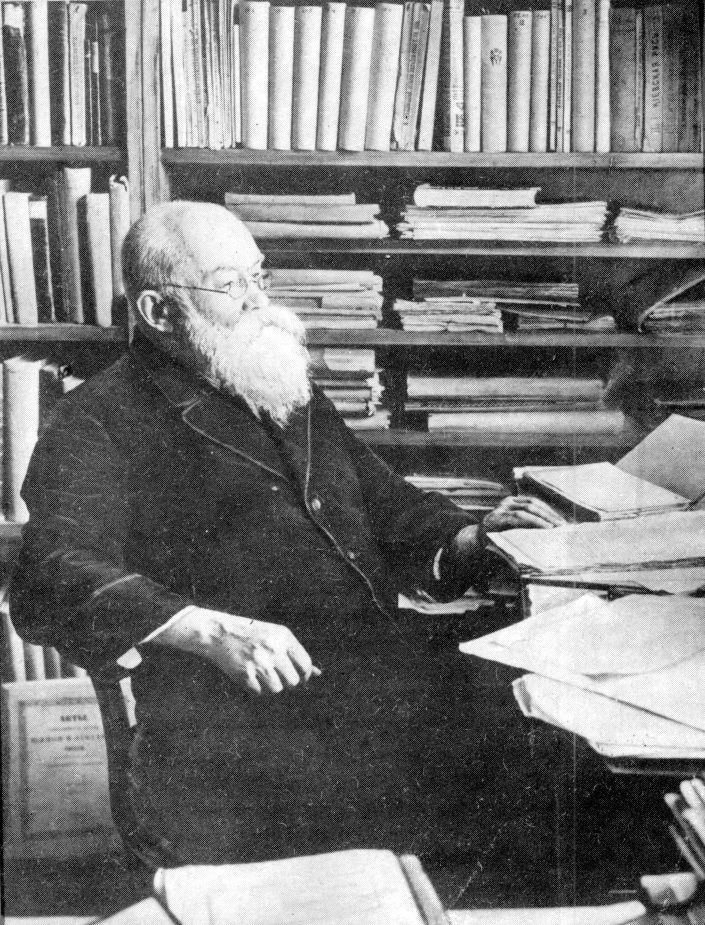
Mijailo Hrushevski, presidente de la Rada, en su despacho en 1917.

La Rada Central Ucraniana se estableció en Kiev poco después de la Revolución de Febrero, el 17 de marzo de 1917 a instancias de la Sociedad Ucraniana Progresista con la participación de otros partidos políticos ucranianos, organizaciones civiles y profesionales. Fundamentalmente, era una coalición de partidos de izquierda —de la que no formaban parte los bolcheviques— que aspiraba a poner en marcha cambios políticos y económicos radicales y a dotar a Ucrania de cierta autonomía o, incluso, de convertirla en un Estado independiente. En efecto, durante el resto del año, la Rada fue abogando cada vez más por la independencia. Carecía, sin embargo, de Administración propia. Fue uno de los tres organismos creados con la caída de la monarquía, junto con el Comité Ejecutivo del Consejo de Organizaciones Cívicas Unidas (IKSOOO, creado el 13 de marzo), principal sostén local de la autoridad del nuevo Gobierno provisional, y los sóviets. La Rada concentró, a diferencia de estos dos, a los nacionalistas ucranianos. La cooperación inicial entre los tres dio paso paulatinamente a la competición por el poder en la región. La radicalización de la Rada y su creciente oposición al Gobierno provisional se debieron a que pronto tomaron control de ella elementos radicales, nacionalistas y socialistas, llegados del frente y del exilio.
El día 20 de marzo, se escogió como presidente al socialista revolucionario Mijailo Hrushevski, aún residente en Moscú, donde las autoridades zaristas lo habían mantenido bajo vigilancia desde el comienzo de la guerra mundial El objetivo de Hrushevski era convertir la organización en el centro político ucraniano y lograr la autonomía del territorio. Volodímir Naúmenko asumió temporalmente, y como equipo directivo: Dmitró Antónovich y Dmitró Doroshenko. El 22 de marzo de 1917, la Rada Central Ucraniana hizo su debut con el llamamiento «Al Pueblo Ucraniano», y el 27 de marzo con la toma de posesión de Hrushevski, se convirtió un efectivo centro del movimiento nacional ucraniano. Por insistencia de Hrushevski y para reforzar la representatividad de la institución, el 19 de abril se reunió un Congreso Nacional en Kiev, con unos novecientos delegados de distintas organizaciones y partidos políticos y otros seiscientos invitados. El congreso reconoció a la Rada como autoridad suprema nacional, envió ciento cincuenta representantes a ella y le encargó la redacción de la autonomía ucraniana dentro de un nuevo Estado ruso. Según Hrushevski, esta autonomía debía ser muy amplia, casi igual a la independencia. Según los principales políticos ucranianos del momento, la exigencia de autonomía y no de independencia se debió fundamentalmente a la situación del momento: posibilidad de represalias armadas contra la Rada por las numerosas tropas del frente, falta de administradores ucranianos experimentados para hacerse con las riendas de la Administración y hostilidad o indiferencia de las minorías al nacionalismo ucraniano.
En un clima de gran libertad de expresión, se multiplicaron la vida cultural ucraniana, anteriormente reprimida durante el periodo zarista. El ideal nacionalista por la autonomía pareció recibir la simpatía de gran parte de la población; el 1 de abril, una gran manifestación de cien mil personas defendió este objetivo en Kiev. Durante la primavera y comienzos del verano, se sucedieron diversos congresos celebrados para robustecer la autoridad de la Rada: al Congreso Nacional de abril le siguió el militar de mayo, el campesino en junio y el obrero en julio. Todos ellos mandaron diputados a la Rada, que creció hasta necesitar la formación de un organismo ejecutivo menor, la Pequeña Rada. La Rada se convirtió así en las Cortes revolucionarias de la región, reconocida como tal por muchos sóviets.
Pero después de la convocatoria del Congreso Nacional Panucraniano, la Rada Central Ucraniana se convierte en el Parlamento original, conformado por ciento cincuenta personas, elegidas por los partidos políticos ucranianos, profesionales y organizaciones culturales y delegados de las provincias. En sesión se elige la nueva jefatura de Rada Central Ucraniana, siendo designado Hrushevski como presidente, Serhi Yefrémov y Volodímir Vinnichenko como vicepresidentes.
Una vez conocidas en el frente la caída de la monarquía y la formación de la Rada, muchos soldados y oficiales de origen ucraniano comenzaron a considerar a esta como su autoridad legítima y a abogar con vehemencia por la creación de unidades militares puramente ucranianas e incluso de un Ejército ucraniano. En abril y a imitación de las unidades polacas, se formó el Batallón Bohdán Jmelnytsky de voluntarios imbuidos por los ideales cosacos, que marchó al frente sudoccidental. La intensidad del nacionalismo entre los soldados quedó plasmada en el Primer Congreso Militar Ucraniano de mayo, en el que los delegados exigieron igualdad de trato con Polonia y Finlandia —a las que el Gobierno provisional ruso había prometido la independencia—, la formación de unidades ucranianas en territorio ucraniano y algunos incluso la proclamación de la independencia. El congreso aprobó el envío de una delegación a Petrogrado para solicitar la creación de unidades militares ucranianas, creó un comité militar permanente y reconoció a la Rada como organismo representativo de la opinión pública ucraniana. Concluido el congreso, en el frente comenzaron a formarse unidades ucranianas espontáneamente, sin permiso oficial; los soldados esperaban que la Rada pusiese fin a la guerra y llevase a cabo una reforma agraria. Cuando finalmente el Gobierno provisional aprobó la formación de unidades ucranianas, trescientos mil soldados juraron fidelidad a la Rada.

## Relaciones con el Gobierno provisional ruso
En mayo y reforzada por el respaldo obtenido en el Primer Congreso Militar Ucraniano (celebrado entre el 18 y el 21 de mayo), la Rada decidió presentar sus exigencias al Gobierno provisional ruso, que hasta entonces había desdeñado su autoridad. Estas incluían la autonomía territorial, la participación de representantes ucranianos en las negociaciones de paz con los Imperios Centrales, la inclusión de un comisario para Ucrania en el Gobierno, la creación de una junta que coordinase la política para Ucrania, la formación de unidades militares ucranianas, la introducción del ucraniano en la enseñanza media y superior, el nombramiento de funcionarios y eclesiásticos con conocimientos de la lengua y de la región, financiación oficial para la Rada y repatriación de los deportados ucranianos y asentamiento en Ucrania para los prisioneros de guerra ucranianos de Galitzia. Enfrascado en otros asuntos que consideraba más importantes —entre ellos, la preparación de la Ofensiva de Kérenski, que complicaba la reforma militar solicitada—, el Gobierno provisional desoyó las peticiones de la delegación. El sóviet traspasó la cuestión al Gobierno, que entregó la petición a una comisión de expertos legales que cuestionaron casi todas las solicitudes de los ucranianos, que tuvieron que abandonar la capital a principios de junio sin haber logrado resultado alguno.
La presentación de los resultados del viaje ante el Congreso Panucraniano de Campesinos en su primera sesión el 10 de junio llenó de indignación a los dos mil doscientos delegados y aumentó la hostilidad a Rusia. El penúltimo día del congreso (14 de junio) la Rada recibió un telegrama del Gobierno provisional en el que este rechazaba las peticiones de la delegación ucraniana e indicaba que los asuntos territoriales quedaban en manos de la futura Asamblea Constituyente Rusa. El Gobierno además rechazaba la legitimidad de la Rada por no haber sido elegida en unas elecciones —situación en la que se encontraba también el propio Gobierno ruso—. El congreso campesino, sin embargo, decidió respaldar las peticiones de la Rada. Volvió a reiterar además su deseo de que la redistribución de tierras se realizase de manera autónoma al resto de Rusia, con la esperanza de no tener que compartirla con los jornaleros de otras zonas del antiguo imperio —importante causa del respaldo campesino al nacionalismo ucraniano—. La Rada decidió continuar sus preparativos para asumir el gobierno autónomo de la región a pesar del rechazo del Gobierno de Petrogrado. La petición de la Rada y la respuesta del Gobierno provisional acentuaron las divisiones en la región: para las formaciones políticas de las minorías rusa y judía —incluidos el Comité Ejecutivo del Consejo de Organizaciones Cívicas Unidas (IKSOOO) y el Sóviet de Kiev—, cada vez más alarmadas por los objetivos de aquella, la respuesta gubernamental resultó adecuada. Los círculos políticos ucranianos, por el contrario, recibieron con disgusto lo que consideraron un repudio insolente de sus moderadas exigencias.
La tensión entre la Rada y el Gobierno provisional ruso aumentó a mediados de junio cuando Kérenski prohibió el Segundo Congreso Militar Ucraniano —dos mil trescientos ocho delegados que representaban a un millón seiscientos mil soldados— que se reunió a pesar de esto, con el beneplácito de la Rada; en medio de las sesiones, el Gobierno provisional decidió permitirlo. El congreso designó a la Rada como su representante supremo, aprobó el fin de las negociaciones con Petrogrado y los preparativos para asumir el gobierno autónomo de la región. Días después del comienzo del congreso y aprovechando el apoyo que estaba recibiendo en él, la Rada publicó su Primera Proclama Universal, en la que reclamaba la autonomía, una reforma agraria separada y la celebración de elecciones para formar unas Cortes autónomas —la Asamblea Nacional Ucraniana—. Una semana más tarde (1 de julio), implantó un impuesto para financiar sus actividades. Entonces, la Rada era aún demasiado débil política, militar y financieramente como para proclamar la independencia y los sucesivos congresos que la respaldaron a lo largo del año se limitaron a solicitar la autonomía.

## Reorganización para la autonomía y acuerdo con el Gobierno provisional
Durante las semanas siguientes, la Rada realizó importantes reestructuraciones internas para dotarse de los instrumentos necesarios de un Gobierno. Amplió su representatividad no solo a nuevas organizaciones ucranianas como el Congreso de Trabajadores Ucranianas, sino también a las minorías, ya que reclamaba la autoridad de todo el territorio y no solo de la población ucraniana de doce provincias. De ser una institución nacional, pasó a ser una territorial.
Dado el gran tamaño de la Rada —casi novecientos miembros— y que se reunía raramente, se eligió un comité ejecutivo permanente de unos sesenta miembros, llamado “Pequeña Rada”, para desempeñar su papel en los periodos intermedios entre sesiones de la Rada. La «Pequeña Rada» asumió así poderes legislativos. Además, el 28 de junio se formó una Secretaría General, de nueve miembros, que quedó presidida por Volodímir Vinnichenko y debía encargarse de la aplicación de las decisiones de la Rada. En la práctica era un gabinete emanado de la Rada y que contaba con entre ocho y catorce miembros —la mayoría de ellos, socialdemócratas y socialrevolucionarios ucranianos—. La «Pequeña Rada» contó desde julio con cincuenta y cuatro miembros, dieciocho de ellos de las minorías rusa, judía y polaca, que ingresaron en ella tras el acuerdo entre la Rada y el Gobierno de Petrogrado.

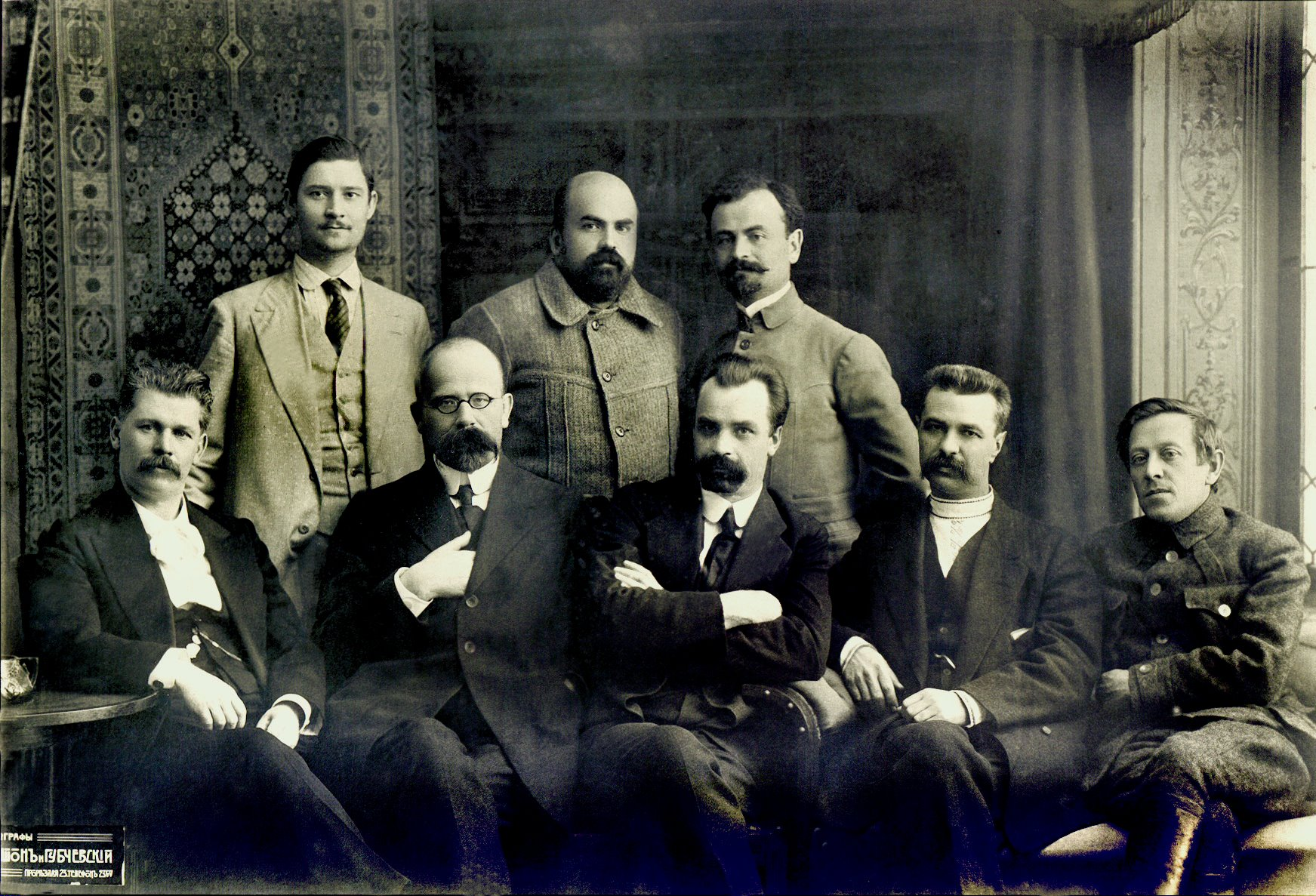
Miembros de la Secretaría General de la Rada en julio de 1917. En el centro, Volodímir Vinnichenko; Petliura a la derecha.

Se planeó además la creación de radas provinciales que debían coordinar sus funciones con la Rada Central en Kiev.
Esta consistía en los miembros de la presidencia y del secretariado de la Rada Central Ucraniana, y por dos representantes de las facciones políticas. Todos los temas importantes fueron decididos en las reuniones de la “Pequeña Rada”, luego los proyectos aprobados eran debatidos en el pleno de la Rada Central Ucraniana. Durante el tiempo de existencia de ésta, hubo 9 sesiones plenarias.
La reacción del Gobierno provisional a la proclama de la Rada —que ponía en cuestión su autoridad en un territorio amplio aunque de límites difusos— fue negativa, pero moderada; fundamentalmente, solicitaba que la cuestión de la organización territorial se dejase a la Asamblea Constituyente Rusa. La Rada rechazó la petición y confirmó la formación de la Secretaría General el 6 de julio. Estas maniobras alarmaron a las organizaciones de las minorías; el IKSOOO trató en vano de llegar a un acuerdo con la Rada.
Dada la seriedad de las reclamaciones independentistas no solo en Ucrania sino en otras regiones del antiguo imperio, el Primer Congreso Panruso de los Soviets aconsejó al Gobierno provisional ruso que cooperase con las autoridades ucranianas y crease un Gobierno autónomo hasta que la futura Asamblea Constituyente Rusa decidiese finalmente sobre el asunto. Petrogrado envió entonces una delegación a Kiev formada por tres ministros. Estos alcanzaron un acuerdo con los negociadores ucranianos (Hrushevski, Vinnichenko y Petliura tras tres días de conversaciones que se plasmó en la declaración del 15 de julio. En esta el Gobierno provisional admitía a la Secretaría General como Gobierno autónomo de Ucrania, si bien la composición de la institución quedaría decidida por acuerdo entre el Gobierno de Petrogrado y la Rada. Además, el Gobierno se comprometía a atender las iniciativas legislativas de la Rada sobre Ucrania. Se admitía además la formación de unidades militares ucranianas allí donde la situación militar lo permitiese. Quedaba reconocido el derecho de autodeterminación, pero la forma del Estado quedaba pendiente de la reunión de la futura Asamblea Constituyente Rusa. La Rada se comprometía además a no proclamar la autonomía de forma independiente. Las condiciones pactadas quedaron reflejadas en la Segunda Proclama Universal del día siguiente.
El acuerdo, sin embargo, recibió duras críticas tanto en Petrogrado como en Ucrania. No acabó, además, con las desavenencias entre las dos partes. Una vez aprobado por el Gobierno provisional, condujo a la dimisión de tres ministros kadetes. Este partido se opuso al pacto alcanzado, aunque se mostró dispuesto a tratar sobre la autonomía en la Asamblea Constituyente Rusa. Por su parte, los nacionalistas ucranianos más radicales también criticaron el acuerdo, que consideraban insuficiente. El 17 de julio, la Rada tuvo que frustrar un intento de golpe de Estado del Regimiento Polubótok ucraniano que durante la noche tomó el control de Kiev y se hallaba decidido a proclamar la independencia y firmar la paz con los Imperios Centrales.
Días más tarde y de acuerdo con pacto con el Gobierno de Petrogrado, la Rada admitió a doscientos dos delegados de las minorías (de un total de ochocientos veintidós diputados). A finales de julio, el estatuto que debía regir la autonomía ucraniana hasta la reunión de las Asambleas constituyentes regional y nacional se presentó en Petrogrado. La Secretaría General quedaba como máximo organismo ejecutivo, sometido a la Rada cuando se encontrase en sesión y, cuando no lo estuviese, a la «Pequeña Rada». La Secretaría General, que debía recibir el visto bueno del Gobierno central, contaría con catorce secretarías. En el Gobierno provisional ruso se nombraría además un secretario de Estado para Ucrania, con la participación de la Rada, para representar los intereses ucranianos ante el Consejo de Ministros. Nuevamente, las discusiones en Petrogrado entre el nuevo Gobierno de Kérenski y la delegación ucraniana fueron tensas. El acuerdo final del 17 de agosto recortaba tanto el territorio donde tendría autoridad la Secretaría General —de doce a cinco provincias— y la Rada, como sus poderes respecto de los propuestos por el borrador. La insatisfacción de los políticos ucranianos fue honda aunque fuese la primera vez que un Gobierno ruso aprobaba una autonomía territorial y muchos ucranianos consideraron que el Gobierno provisional faltaba al acuerdo alcanzado y convertía al Gobierno autónomo en un mero organismo administrativo del central. Esto llevó a agrias discusiones en la Rada sobre la conveniencia de rechazarlo. A pesar de que la moción aprobada a finales de agosto tras los debates dejaba clara la insatisfacción sobre las concesiones de Petrogrado, no rechazaba claramente el acuerdo.

### Periodo de Sesiones
- Año 1917
  - del 19 de abril al 21 de abril
  - el 6 de mayo
  - a final de mayo y principios de junio
  - el 16 de junio
  - del 3 de julio al 14 de julio
  - del 18 de agosto al 22 de agosto
  - del 11 de noviembre al 15 de noviembre
  - del 25 de diciembre al 30 de diciembre
- Año 1918
  - del 20 de enero al 29 de enero
  - del 27 de abril al 29 de abril

### Representación

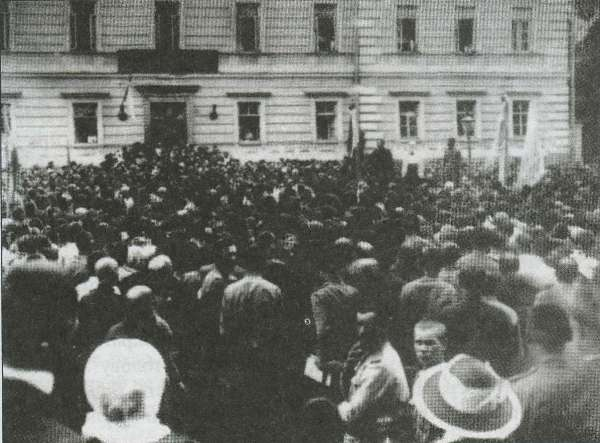
Delegados entrando en el Congreso Nacional Panucraniano (abril de 1917).

Para la Primera Proclama Universal acuden 130 representantes, delegados de la II Convención Militar (23 de junio de 1917), y 133 representantes del Consejo de Diputados de los Campesinos, seleccionados en la Primera Convención Panucraniana de Campesinos (15 de febrero de 1917).
Después de la proclamación de la autonomía (en la Primera Proclama Universal del 23 de junio de 1917), la Rada Central de Ucrania eligió una nueva Secretaría General, que se convirtió en el Gobierno autónomo de Ucrania. Al mes siguiente, el Gobierno provisional aceptó la autonomía proclamada por la Rada.
El Gobierno provisional en su «Decisión» de 16 de julio de 1917, decide que: «para designar el más alto órgano administrativo regional en la provincia de Ucrania como órgano separado, el Secretariado General estará compuesto de acuerdo con el de la Rada Central de Ucrania», reconociendo de esta manera la decisión de la Rada del mes anterior.
Después de los acuerdos llegados por los representantes de la Rada Central de Ucrania y el Gobierno Provisional (Segunda Proclama Universal), en la Primera Convención Panucraniana de Trabajadores, del 24 de julio al 27 de julio se eligen 100 personas como representantes de las minorías.

#### Adscripción de Representantes
Dominada por los grupos de izquierda, a finales de julio de 1917, la Rada Central de Ucrania se encuentra formada por 822 diputados. El 57 % de sus diputados provenía de sóviets de soldados, obreros y campesinos y el 13 %, de los partidos socialistas.

## Debilitamiento del Gobierno provisional y actitud de la Rada
Durante los últimos meses de existencia del Gobierno provisional ruso, su relación con la Rada se deterioró. El Gobierno no financió a la Rada según estipulaba el acuerdo del verano y no hubo una comunicación fluida entre aquel y la Secretaría General. Esta, falta de instrucciones, adoptó una actitud de pasividad en la política local. Las radas provinciales previstas no se formaron y la Secretaría General no extendió su administración a las ciudades —controladas en general por los sóviets, que no dependían de ella— o al campo —dominado por las formaciones de «cosacos libres» y jaidamaka campesinos—.
En los meses posteriores a su victoria política por la legitimidad como representante de los ucranianos, reflejada en el pacto con el Gobierno provisional, se produjo una paulatina desintegración del movimiento nacionalista, caracterizado en este periodo por la indecisión y las luchas intestinas y una separación entre la élite política y las masas. Si bien los partidos ucranianos se habían unido en su objetivo autonomista hasta el verano, la consecución de éste trajo la desavenencias. Además, en el seno de estas formaciones crecieron también las diferencias entre sus corrientes izquierdistas y derechistas. Estas divisiones internas e interpartidarias complicaron el funcionamiento de las nuevas instituciones ucranianas. Los socialdemócratas ucranianos, encabezados por Vinnichenko, siguieron controlando la Secretaría General y los congresos de soldados y obreros, a pesar del escaso tamaño del partido, gracias a su organización y la elocuencia de sus dirigentes. Su interés por los objetivos puramente políticos, empero, los llevó a soslayar el creciente descontento en el agro. Ya en agosto, el desorden se extendía por las zonas rurales. Las relaciones con los socialrevolucionarios ucranianos empeoraron a lo largo del verano por lo que estos consideraban falta de socialismo de los socialdemócratas, que parecían más interesados en los objetivos políticos que en las reformas sociales y económicas. Las desavenencias entre los dos partidos condujeron a la dimisión de la Secretaría General a finales del verano y a la imposibilidad de formar una nueva hasta un mes más tarde. Otra grave debilidad de los partidos que sustentaban la Rada era la escasa simpatía que despertaban entre la población urbana; en las elecciones municipales de mediados de agosto, los partidos ucranianos apenas recogieron un quinto de los votos en las ciudades grandes y medianas.
La población también comenzó a mostrarse desafecta hacia la Rada. El respaldo inicial se debía a la esperanza de que la autonomía serviría para aplicar las reformas sociales y económicas ansiadas y la pasividad de las nuevas instituciones autónomas causaron intensa desilusión tanto entre los campesinos como entre los obreros urbanos y los soldados. Tanto el Primer Congreso Obrero Panucraniano de finales de julio como el Tercer Congreso Campesino de la Región de Kiev criticaron con dureza la inactividad de las instituciones y el aburguesamiento de la Rada. A principios del otoño y hartos de esperar las medidas de la Rada, los campesinos —el principal sostén de los partidos ucranianos— comenzaron a apropiarse de las haciendas de la nobleza y de la extinta Corona.
Con el creciente debilitamiento del Gobierno provisional y su control cada vez menos firme de las fuerzas armadas, los sistemas de transporte y de justicia, la Rada trató convertirse en la institución sucesora mediante dos enfoques opuestos y excluyentes: la radicalización de sus posiciones para recabar el respaldo de las masas y la asunción de un papel de garante de la legalidad para ganarse el apoyo de las clases medias. La primera táctica se reflejó en el anuncio en el Segundo Congreso Panucraniano de Campesinos de una reforma agraria más radical de lo esperado. La segunda, en el papel cada vez mayor de las bandas de «cosacos libres» como fuerza para imponer el orden en el campo, a pesar de que estas estaban organizadas a menudo por campesinos acomodados poco favorables a las medidas radicales que proponía la Rada. Al mismo tiempo, la Secretaría General decidió por fin ampliar sus poderes —poco perfilados en el acuerdo del verano a pesar de posteriores precisiones— ante la agudización de la crisis económica y militar; la Pequeña Rada aprobó su propuesta el 10 de octubre. La convocatoria de una Asamblea Constituyente Ucraniana separada y el nombramiento de un nuevo comisario para Kiev aumentaron la tensión entre la Rada y el Gobierno provisional.
A finales de septiembre y con el objetivo de presionar al Gobierno para que reconociese la autonomía de las minorías, la Rada convocó un Congreso de Pueblos Minoritarios del antiguo imperio, con representantes de muchas zonas del país; para entonces, sin embargo, el Gobierno de Petrogrado se enfrentaba a problemas más graves que las reivindicaciones de las minorías.
La Revolución de Octubre con el derrocamiento del Gobierno de Kérenski dejó a la Rada en medio del conflicto entre la guarnición de Kiev, leal al Gobierno derrocado, y los bolcheviques. La Rada, con escasa fuerza militar, se declaró neutral en la disputa, aunque relativamente favorable a los bolcheviques. Una delegación encabezada por Vinnichenko llegó a la capital justo en los primeros días de la revolución para tratar las últimas desavenencias entre la Secretaría General y el Gobierno provisional pero, dada la inminente crisis que acabó con este, decidió regresar a Kiev inmediatamente.

## Autonomía e independencia
Por iniciativa de la Rada Central Ucraniana, se lleva a cabo entre el 21 de septiembre al 28 de septiembre de 1917, la Convención de los Pueblos Rusos.

### Proclamación de la república federal
Tras lograr el compromiso de que la Rada colaboraría para impedir el envío de fuerzas leales al Gobierno derrocado a Petrogrado a cambio de que los bolcheviques no tratasen de hacerse con el poder por la fuerza en Ucrania, estos ingresaron efímeramente en la Pequeña Rada. Al aprobar esta la condena de la toma del derrocamiento de Kérenski en Petrogrado, volvieron a abandonarla. Las fuerzas de que disponían para hacerse con el poder en Kiev eran, empero, insuficientes y no controlaban el sóviet local. El 10 de noviembre, las fuerzas leales al Gobierno derrocado en Petrogado decidieron arrestar a los miembros del nuevo comité revolucionario bolchevique que preparaba una insurrección; otras fuerzas partidarias de este comenzaron a avanzar contra aquellas desde las afueras de la ciudad y recibieron el refuerzo de las de la Rada. El 13 de noviembre, las fuerzas leales al anterior Gobierno, incapaces de enfrentarse a la vez a los bolcheviques y a la Rada, negociaron su evacuación. Mientras se desarrollaban los combates, la Rada se proclamó autoridad sobre nuevas provincias —nueve en total— y creó secretarías que antes había vetado el Gobierno provisional.
Una semana después de la toma del poder en Rusia por parte de los bolcheviques, la Rada Central de Ucrania proclamó la República Popular de Ucrania en el territorio, conservando lazos federales con la República Rusa (Tercera Proclama Universal del 20 de noviembre de 1917). Una semana antes y con apoyo bolchevique, había asumido el relevo del poder en la región de las autoridades locales leales aún al depuesto Gobierno provisional. En algunas ciudades, la autoridad pasó a los soviets, que en algunos casos incluían miembros nacionalistas. A la caída del Gobierno provisional ruso, la Rada controlaba Kiev y hasta cierto punto las zonas rurales de la Ucrania occidental, mientras que los sóviets —a menudo dominados por los bolcheviques— tenían el control del resto de las principales ciudades de la región. Si bien durante las primeras semanas las relaciones entre la Rada y el Sovnarkom fueron correctas —Trotski llegó a ofrecer llevar en su delegación a los conversaciones de paz con los Imperios Centrales a un representante de la Rada y afirmó que su Gobierno reconocía la república ucraniana—, estas se fueron tensando a comienzos de diciembre por lo que Petrogrado consideraba peligrosas relaciones de Kiev con el Gobierno contrarrevolucionario del general Alekséi Kaledín, que había proclamado una república en el territorio de los cosacos del Don. La crisis se agudizó cuando Petliura trató de privar al mando soviético de la obediencia de los soldados ucranianos.
La nueva república debía ser autónoma respecto del resto del Estado e incluía nueve antiguas provincias imperiales: Kiev, Volinia, Podolia, Cherníhiv, Poltava, Járkov, Jersón, Yekaterinoslav y Táurida —salvo Crimea—. La Rada asumía casi todos los poderes del Estado, pero aceptaba formar parte de una federación con la República Rusa siempre que se formase un Gobierno constitucional en la federación. Reclamaba la autoridad en nueve provincias y prometía algunas reformas importantes —reforma agraria, jornada laboral de ocho horas, nacionalización de la industria, autonomía personal para las minorías, abolición de la pena de muerte, autogobierno y tratar de acabar con la guerra mundial—. Fijaba el 9 de enero de 1918 como la fecha de elección de una Asamblea Constituyente Ucraniana y el 22 de ese mismo mes como el de apertura de sus sesiones.
Al mismo tiempo, la Rada Central de Ucrania aprobó la ley electoral para la Asamblea Constituyente Ucraniana junto a otras leyes. La representación de Rada Central de Ucrania no estaba en consonancia con los apoyos de la población ucraniana, como mostraron las elecciones de la Asamblea Constituyente Rusa celebradas entre el 12 de noviembrejul./ 25 de noviembregreg. y el 5 de diciembrejul./ 18 de diciembregreg.. El campesinado castigó a los socialdemócratas ucranianos y a los socialistas federalistas de la Rada por la moderación de sus medidas económicas y timidez en la reforma del campo, pero respaldó a los socialrevolucionarios ucranianos, cada vez más críticos con la Rada por las mismas razones. Con todo, los partidos ucranianos derrotaron a los bolcheviques en las votaciones.
En las ocho provincias de la región para las que se tienen resultados, los partidos de las minorías, en su mayoría ucranianos, obtuvieron el 62 % de los votos, mientras que los bolcheviques solo lograron el 11 %. Su victoria fue aplastante, especialmente en el campo y en las provincias occidentales, y prácticamente reflejó los porcentajes de población ucraniana en cada provincia. El respaldo bolchevique se concentró en las ciudades del este y en las zonas más industrializadas. En todas las ciudades, sin embargo, los nacionalistas ucranianos fueron derrotados por otras candidaturas indiferentes u hostiles al ideal nacionalista. La derrota bolchevique en las elecciones y la debilidad de su organización en Ucrania eliminaron la posibilidad de obtener el dominio de la región mediante el control del Gobierno central surgido de las votaciones o a través de un golpe de mano local y abocaron a la invasión del territorio. El gran apoyo campesino a la Rada en las elecciones, sin embargo, no se tradujo en un amplio respaldo militar; los labradores, a menudo interesados más en sus asuntos locales que en cualquier Gobierno regional o estatal, no se movilizaron a favor de la Rada ni de los bolcheviques. La concentración de los políticos de la Rada en los aspectos formales y legales de su proyecto nacionalista, la falta de medidas vigorosas y prontas para el ansiado reparto de la tierra y el retraso de cualquier medida a la convocatoria en enero de 1918 de la asamblea constituyente los privó del respaldo campesino necesario para hacer frente a la ofensiva bolchevique de comienzos de 1918.
Mientras se preparaba para enfrentarse al Gobierno de Lenin, la Rada obtuvo algunos éxitos políticos: logró el reconocimiento de su autoridad por los comandantes militares de los sectores sudoriental y rumano del Frente oriental y el control de las tropas de origen ucraniano en la zona. Francia y el Reino Unido también reconocieron la autoridad de la Rada, que comenzó asimismo a negociar la paz con los Imperios Centrales. Recibió además el respaldo de los sóviets de algunas importantes ciudades. A pesar de esto, su control del país era parcial: no solo el Sóviet de Járkov seguía rechazando su autoridad y reconociendo la de Petrogrado, sino que contaba con fuerzas de escaso valor militar en las ciudades y poco control del campo, que en la práctica se gestionaba de manera autónoma de las ciudades.
Las escasas simpatías del proletariado urbano por la Rada —más cercano a los bolcheviques— y el poco valor militar de las desmoralizadas fuerzas del frente sometidas al Gobierno de Kiev evidenciaron la debilidad militar de este. La Rada tampoco tenía buenas relaciones con algunos de los comandantes de sus escasas fuerzas, oficiales conservadores que repudiaban la aquiescencia de aquella a la toma de tierras por los campesinos. Asimismo, el Gobierno no trató de ganarse el apoyo de los miles de oficiales zaristas refugiados en la región, ni de los conservadores rusos o ucranianos, a los que le unía el rechazo al Gobierno bolchevique.
Al rechazar la Rada convocar el Congreso de los Soviets que deseaban los bolcheviques —temía que los sóviets, esencialmente urbanos, otorgasen el poder al partido de Lenin—, el comité bolchevique de Kiev lo convocó por su cuenta, solicitando a los sóviets que enviasen delegados a la ciudad el 17 de diciembre.

### Independencia y ofensiva bolchevique
Aunque poco después de la Revolución de Octubre los bolcheviques proclamaron su respeto al derecho de autodeterminación de los pueblos del antiguo Imperio ruso (3 de diciembre), tacharon a la Rada de Gobierno falto de legitimidad para representar al pueblo.
A principios de noviembre de 1917, los bolcheviques prepararon la toma del poder en Ucrania. Después del fracaso de la revuelta en Kiev en la que tropas fieles a la Rada desarmaron a los soldados partidarios de los bolcheviques el 12 de diciembre, el Gobierno bolchevique (Sovnarkom) lanzó un ultimátum a Ucrania el 17 de diciembre, en el que instaba a la Rada Central Ucraniana a unírseles contra el Ejército de Voluntarios y dejar de desarmar a las fuerzas prosoviéticas. El mismo 12 de diciembre, Stalin, como comisario del pueblo de Nacionalidades, había condenado en Pravda a la Rada, a la que tildó de «Gobierno de traidores al socialismo que se llaman a sí mismos socialistas para engañar a las masas». Los bolcheviques ansiaban además el cereal y las materias primas ucranianas para sostenerse en el poder. La Rada rechazó las acusaciones de Petrogrado y sus condiciones al día siguiente de su recepción, al tiempo que repetía la falta de autoridad del Sovnarkom. El repudio del ultimátum no condujo a un enfrentamiento inmediato entre los dos bandos: durante el mes siguiente, se sucedieron infructuosas negociaciones para evitar el choque, aunque al mismo tiempo la prensa bolchevique comenzó una dura campaña contra la Rada. Mientras, Petrogrado esperaba el resultado del inminente Congreso de los Soviets en Kiev.
En el Congreso Panucraniano de los Sóviets, reunido en Kiev el mismo 17 de diciembre, los diputados expresaron su apoyo a la Rada en su rechazo al ultimátum del Sovnarkom. La Rada había decidido al principio no acudir al congreso, pero luego cambió de opinión y solicitó a las organizaciones favorables (campesinas, militares, cooperativas, etc) que enviasen delegados a Kiev; casi dos mil quinientos delegados se presentaron al congreso, de los que menos de cien apoyaban a los bolcheviques. Los partidos que apoyaban a la Rada contaban con cerca de dos tercios de los delegados, principalmente de los campesinos. Los bolcheviques habían tratado en vano de llenar el congreso con delegados obreros, que les eran más favorables, pero la Rada consiguió enviar suficientes representantes campesinos como para contar con amplia mayoría. El ultimátum de Petrogrado, del que los bolcheviques locales no tenían noticia, tampoco favoreció la causa del Sovnarkom. Los diputados bolcheviques, derrotados, se trasladaron a Járkov. Los bolcheviques habían intentado dominar el Congreso copando su presidencia, pero al poco de su apertura fueron relevados por la fuerza por representantes de la Rada. Tras presentar un ultimátum para que la Rada aceptase el poder soviético en Rusia y Ucrania, unidades de la Guardia Roja invadieron el territorio. La Rada rechazó el ultimátum el 20 de diciembre y respondió proclamando la independencia (24 de enero). El Gobierno ucraniano apenas contaba por entonces con algunos destacamentos de soldados y de algunas bandas armadas de civiles voluntarios.
El 25 de diciembre de 1917, los asistentes de la Rada Central Ucraniana y del Secretariado General, crearon el Secretariado Nacional de la Rada Central Ucraniana, al tiempo que los bolcheviques establecían un Gobierno paralelo en Járkov (26 de diciembre), presidido por Christian Rakovski, comunista búlgaro. El Járkov, los diputados que habían abandonado Kiev encontraron un congreso de los soviets de las regiones orientales que los apoyó tibiamente para formar un Comité Ejecutivo Central Panucraniano (TsIKU) y más tarde la Secretaría Popular —el nuevo Gobierno rival de la Rada—. El 25 se habían hecho con el control de la ciudad en un golpe de mano gracias a la llegada de destacamentos de obreros y marineros desde Moscú.

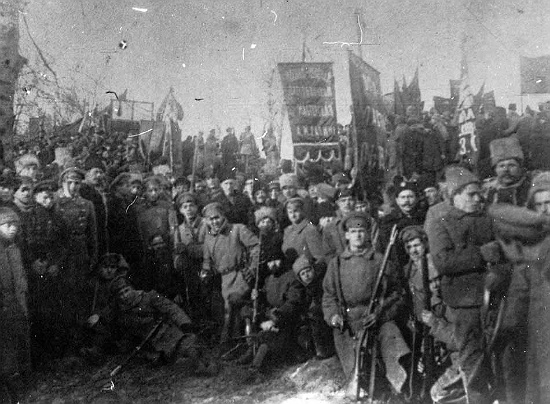
Trabajadores armados partidarios de los bolcheviques que participaron en el fallido alzamiento contra la Rada en enero de 1918, días antes de la toma de Kiev por las fuerzas bolcheviques. Aunque se rindieron, la mayoría fue pasada por las armas.

El dominio bolchevique de la región, donde sus apoyos eran escasos, se limitaba en realidad a algunas ciudades con población mayoritariamente rusa. En los choques entre tropas favorables a Kiev —que había permitido la desmovilización de la gran mayoría de los soldados que le habían jurado fidelidad— y a Járkov, estas salieron en general mejor paradas y tomaron el control de diversas ciudades importantes, aunque los bolcheviques siguieron sin poder hacerse con el poder en Kiev. Las fuerzas bolcheviques que debían enfrentarse a la Rada fijaron su cuartel general en Járkov y el mando se otorgó al teniente coronel Mijaíl Muraviov, que comenzó a avanzar hacia el suroeste el 17 de enero. Contaba con entre seiscientos y ochocientos hombres de diversa procedencia (cosacos, criminales, obreros, marineros y soldados) y con la ayuda de los agitadores que precedían a sus tropas para debilitar las defensas de la Rada. Frente a los quince mil hombres —cosacos y voluntarios en su mayoría— de Petliura, los bolcheviques lograron ir reuniendo hasta ocho mil, mejor organizados y con mejores agitadores. El programa radical bolchevique les favoreció en el conflicto. A pesar del sabotaje de las líneas férreas por las fuerzas de la Rada, Muraviov continuó su marcha y varias ciudades aceptaron la autoridad soviética. El 19 de enero, capturó Poltava —sometida a un brutal saqueo— y comenzó a bombardear Kiev nueve días más tarde. Antes, un alzamiento de los obreros rusos del arsenal de la capital que había comenzado el 29 de enero había sido aplastado por la Rada. La mayoría de las unidades militares de la Rada que defendían los alrededores de Kiev se pasaron a las filas de Muraviov o se negaron a combatir. En su marcha a lo largo de la línea férrea Kursk-Kiev, Muraviov tuvo que vencer seria resistencia en la Batalla de Kruty, donde logró vencer a las fuerzas enemigas después de varios días de combates. Trescientos escolares que se habían opuesto al avance bolchevique fueron asesinados por estos. Mientras, la Rada proclamó la independencia de Ucrania en su Cuarta Proclama Universal.
Con la Rada percibida como excesivamente moderada por los radicalizados soldados —incluidos los de las unidades recientemente «ucranizadas»— y campesinos, la única defensa de la capital quedó en manos de exiguos contingentes de estudiantes y obreros nacionalistas. Los planes para enfrentarse a los atacantes eran, sin embargo, vagos y confusos. Las tropas bolcheviques avanzaron hacia el oeste y, tras un intenso bombardeo y una encarnizada lucha, acabaron por tomar Kiev el 8 de febrero de 1918. El día antes de la caída de la ciudad, la Rada se había refugiado en Yitomir, al oeste. La popularidad anterior de la Rada entre campesinos y soldados del frente no impidió una rápida derrota a manos de las fuerzas de Antónov-Ovséyenko.
En sus últimos días en Kiev, la Rada aprobó precipitadamente algunas reformas importantes como la jornada laboral de ocho horas o la abolición de la propiedad privada de la tierra. Esta última medida no solo disgustó a los terratenientes y los campesinos más ricos, sino también a todo el campesinado en general, que esperaba la distribución de las haciendas y no su socialización. Poco después, también incomodó a las fuerzas de ocupación de los Imperios Centrales.

### Negociaciones en Brest-Litovsk
La Rada Central de Ucrania envió una delegación para la conferencia de paz con los alemanes en Brest, que había comenzado en esa ciudad el 21 de diciembre. Para disgusto bolchevique, los representantes de la Rada trataban separadamente con los Imperios Centrales. Lenin trató en vano de que fuese el Gobierno soviético establecido en Járkov el que fuese reconocido por los Imperios Centrales. Estos, sin embargo, aceptaron que la delegación ucraniana participase como representante de un país soberano.
Los representantes de la Rada en Brest, incapaces de detener por sí mismos el avance bolchevique, decidieron solicitar la ayuda de las Potencias Centrales para rechazar a aquellas y firmaron un tratado de paz separado con éstas (9 de febrero de 1918). Diez horas antes de la caída de Kiev, se firmaba el tratado entre la Rada y los Imperios Centrales, interesados en las grandes reservas de cereal ucranianas. Según este, fuerzas de los Imperios Centrales penetraron en Ucrania para expulsar a los bolcheviques el 18 de febrero, al día siguiente de la petición formal de la Rada; para entonces Muraviov y sus tropas ya controlaban una parte considerable del territorio. Aunque oficialmente habían acudido como tropas aliadas del Gobierno para mantener el orden y rechazar a los bolcheviques, el objetivo real de las unidades germano-austrohúngaras era asegurar la explotación económica del país. Dada la desesperada situación económica de los imperios, éstos estaban muy interesados en los alimentos y materias primas que Ucrania podría suministrarles.
Si bien la firma del tratado permitió que la República Popular Ucraniana recibiese el reconocimiento oficial tanto de los Imperios centrales como del Gobierno bolchevique de Moscú, la incapacidad de la Rada para enfrentarse a aquellos y sostener su sector del frente oriental acabó con las esperanzas de ser reconocida también por la Entente.
El tratado reconocía como territorios de la república las nueve provincias reclamadas por la Rada —salvo Crimea—, la región de Chełm —formada aproximadamente por el tercio oriental de las provincias de Lublin y Siedlce— y la parte sur de la Grodno.
A pesar de la decisión de los mandatarios alemanes del 13 de febrero de exigir una petición formal de auxilio por parte de la Rada para otorgarle ayuda militar, ésta ya estaba aprobada dos días más tarde. Con la Rada ilocalizable tras su retirada de Kiev, fueron los propios alemanes los que presentaron al único representante aún en Brest el texto de la petición formal de ayuda que debía entregarles. Ese mismo día, los alemanes accedieron a la petición y comenzaron a enviar las primeras unidades hacia Ucrania. Alemanes y austrohúngaros comenzaron a formar las primeras divisiones ucranianas con prisioneros de guerra.

## Leyes aprobadas
Tras la disolución por el Gobierno bolchevique de Lenin de la Asamblea Constituyente Rusa, en cuyas elecciones los socialrevolucionarios ucranianos habían conseguido 81 escaños, como repulsa a las acciones de los bolcheviques y las conversaciones de paz, la Rada Central de Ucrania emite la Cuarta Proclama Universal el 22 de enero de 1918, ratificada el 24 de enero de 1918 por la Pequeña Rada, en la que se declara la República Popular de Ucrania como Estado independiente y soberano, renombrando el Secretariado General como Consejo Nacional de Ministros. Después de esto, la Rada Central de Ucrania aprueba las siguientes leyes:
- El 25 de enero de 1918: Establecimiento de la jornada laboral de ocho horas.[164]
- El 31 de enero de 1918: Reforma agraria.[180] Toda la tierra quedaba nacionalizada y la aplicación de la reforma quedaba en manos de los comités de tierras que existían a distintos niveles territoriales.[180] La Asamblea Constituyente Ucraniana debía confirmar la legislación agraria.[180]
- El 1 de marzo de 1918: Emblema nacional de la República Popular de Ucrania
- El 2 de marzo de 1918: Sobre el sistema monetario (durante la estancia en Zhitómir y en Sarny, Volinia)
- El 2 de marzo de 1918: Ciudadanía de la República Popular de Ucrania y división administrativa territorial de Ucrania.

### Promulgación de la Constitución
El acto legislativo más importante de la Rada Central Ucraniana fue la aprobación de la Constitución de la República Popular de Ucrania el 29 de abril de 1918, en la que establece la forma republicana del Estado, con un Parlamento elegido democráticamente. La dirección de la Rada Central Ucraniana difirió poco del ejecutivo. El presidente del Parlamento fue simultáneamente presidente del Estado ucraniano. El primer presidente elegido fue Mijailo Hrushevski. La ley no tuvo transcendencia inmediata ya que el mismo día la Rada fue depuesta por un golpe planeado por los alemanes que entregó al poder a Pavló Skoropadski como hetman con poderes dictatoriales.

## Recuperación del territorio y conflicto con los Imperios Centrales

### Ocupación austro-germana, expulsión bolchevique y regreso de la Rada
Las tropas de los Imperios Centrales —unos cuatrocientos cincuenta mil hombres— avanzaron rápidamente, sin apenas encontrar resistencia por parte de los bolcheviques. El Gobierno bolchevique, impopular y sostenido por las indisciplinadas fuerzas del inestable Muraviov —que había mandado ejecutar entre dos y cinco mil personas en sus tres semanas en la capital ucraniana—, había perdido pronto el escaso respaldo de la población urbana. Parte de sus fuerzas, además, se habían enviado a combatir a Kaledín en el Don, convencido Antónov-Ovséyenko después de la toma de Kiev de que la Rada había sido completamente derrotada. Los preparativos para evacuar la capital ucraniana que apenas habían controlado veinte días y marchar a Poltava comenzaron tan pronto como se supo que los imperios se disponían a ocupar el país. La Legión checoslovaca combatió junto con las fuerzas bolcheviques en retirada, que trataron de retrasar la marcha alemana mediante el sabotaje. El avance coincidió con una ofensiva limitada en el norte. Los guardias rojos de Muraviov, inferiores en número, huyeron de las fuerzas alemanas, bien armadas. Estas avanzaron principalmente a lo largo de las líneas férreas para asegurar un despliegue veloz. El 17 de febrero, tomaron Lutsk; el 24, Zhitómir, con ayuda de ferroviarios ucranianos; y el 2 de marzo, los alemanes habían recuperado Kiev, el 8 de abril, Járkov y a finales de este mes habían conseguido expulsar casi completamente a las fuerzas bolcheviques de Ucrania. Ocuparon asimismo Crimea —con ayuda de un alzamiento tártaro— y parte del territorio al norte del Cáucaso —incluida la República Democrática de Georgia—. La cuenca carbonífera del Donbás quedó en sus manos a finales de mayo. El 8 del mes, habían tomado Rostov del Don. La derrota bolchevique en Ucrania en la corta campaña de los imperios condujo a la profunda reorganización y profesionalización de sus fuerzas armadas.
Mientras, el Comité Ejecutivo Central Panucraniano se refugió en Taganrog, desde donde siguió publicando proclamas contra la Rada y sus protectores y llamando a obreros y campesinos al alzamiento. Moscú se vio obligado a reconocer la independencia de la República Popular Ucraniana, reconocimiento que mantuvo más tarde con el Hetmanato. Como le había sucedido semanas antes a la Rada, la desilusión del campesinado con los bolcheviques facilitó su derrota militar.
La Rada presentó la llegada de las tropas de los imperios como necesaria para ayudar a sus propias fuerzas —apenas doce o trece mil hombres, muchos de ellos oficiales, profesionales o estudiantes— a acabar con el caos y los desórdenes y asegurar la independencia de Ucrania frente a la agresión rusa. Las unidades de los imperios, teóricamente aliadas y llegadas para auxiliar a la Rada, estaban en realidad interesadas en la explotación económica del país. Para mayo, los alemanes contaban con veintitrés divisiones en Ucrania, si bien ocho de ellas eran de la reserva. Esta fuerza, al mando del mariscal de campo Hermann von Eichhorn, era relativamente débil, pero tuvo el poderío necesario para desempeñar un papel crucial en la región hasta su retirada en el invierno. El país quedó dividido en dos zonas de ocupación: la sudoccidental austrohúngara con Odesa y Jersón y el resto del territorio, en manos alemanas.

### Problema agrario y explotación
El Gobierno, al igual que su heredero el Directorio de Ucrania, no presentó un programa agrario claro ni poseyó una autoridad suficiente para aplicar reformas en el campo que asegurasen el decidido apoyo campesino, que no obtuvo. Aunque deseaba nacionalizar las grandes fincas de los terratenientes en beneficio de los campesinos, los intereses alemanes, centrados en la obtención de productos agrícolas —más fáciles de conseguir de las grandes haciendas—, se lo impidieron. Las haciendas que sí se habían apropiado los campesinos quedaron en muchos casos sin cultivar ante el temor de los nuevos dueños de que no se les reconociese su posesión o no pudiesen obtener un pago adecuado —el papel moneda estaba mal visto— para sus cosechas, que a veces escondían. Esta renuencia del campesinado a entregar su cereal hizo que hasta comienzos de marzo en vez de los trescientos vagones de grano diarios que esperaba Austria-Hungría solo recibiese dos. El sistema ferroviario estaba también desorganizado y necesitaba carbón para cumplir los envíos pactados. Asegurar el suministro de este había sido la razón principal para la toma de la zona carbonífera del Donbás; la reorganización del servicio quedó a cargo de Wilhelm Groener como jefe del Estado Mayor de Eichhorn, que contaba con una excelente reputación como jefe de la sección de transportes del Estado Mayor alemán durante el primer año de la guerra. Aunque Groener trazó un plan brillante centrado en el papel de la nueva Organización Comercial Germano-Ucraniana, este dependía en parte de la colaboración campesina, que no obtuvo. Tampoco la Rada ofreció la colaboración esperada por los alemanes, y se concentró en la redacción de una nueva Constitución, dejando en manos de los radicales comités de la tierra el problema agrario.
A los primeros acuerdos económicos de febrero les siguió uno especial en abril, por el que la Rada se comprometió a entregar a los imperios un millón de toneladas de cereal y semillas oleaginosas a un precio fijo y con cuotas establecidas en detalles para cada mes entre abril y julio. A mediados de mes, el Gobierno ucraniano aceptó no exportar cereal a otros países mientras no se cumpliese las cuotas acordadas con los imperios lo que, en la práctica, implantó otorgó el monopolio del grano a los ocupantes. A finales de abril, se firmó un acuerdo complementario sobre otros productos y sus compensación mediante herramientas, maquinaria y carbón.
Los alemanes eran escépticos sobre la capacidad de la Rada —enfrascada en continuos debates entre las corrientes más izquierdistas y las más nacionalistas de los distintos partidos— de acabar con el desorden económico desatado por las medidas revolucionarias aplicadas durante el anterior dominio bolchevique de la región. Habían supuesto que, una vez eliminados los bolcheviques del territorio, la autoridad de la Rada sería suficiente como para asegurar la entrega inmediata de los productos pactados. Los labradores, sin embargo, no solo se negaron a entregar el grano almacenado, sino que se prepararon para cultivar el mínimo necesario para su consumo personal y a impedir la siembra de excedentes en las haciendas de los terratenientes que aún existían. Los intentos de Groener de lograr que la Rada impeliese a los campesinos a cultivar fracasaron y le llevaron a desconfiar de la Rada y afirmar a finales de marzo que, mientras esta siguiese en el poder, era improbable que el Reich lograse las remesas de productos esperadas. Por el momento, el Ministerio de Exteriores alemán rechazó la sugerencia de Groener de sustituir la Rada e implantar un Gobierno conservador. A pesar de esto, Groener reiteró su pobre concepto de la Rada en sucesivos informes a lo largo del mes de abril. La Rada carecía de administración efectiva a nivel local y parecía incapaz de mantener el orden y ayudar suficientemente a las potencias ocupantes a obtener el cereal que ansiaban.

### Tensión entre la Rada y los ocupantes
Ya a principios de marzo, los mandos militares comenzaron a abogar por la supresión de la Rada e incluso por la implantación de un gobierno directo sobre el territorio. La hostilidad del campesinado —intensa ya desde el comienzo de la ocupación— hizo a los alemanes sopesar incluso el uso de la fuerza para obtener los abastos que deseaban. A comienzos de abril, los imperios se planteaban ya derrocar al Gobierno y sustituirlo uno más favorable a sus intereses y utilizar a las unidades militares para requisar las materias primas y alimentos que ansiaban. Las autoridades austrohúngaras estaban más decididas que las alemanas a derrocar a la Rada.
El 6 de abril, tres días antes de la firma del acuerdo comercial con la Rada, el comandante supremo en la zona, el mariscal de campo Hermann von Eichhorn, ordenó el uso de la fuerza para asegurar la siembra de la cosecha, menospreciando la autoridad gubernamental de la Rada y despreciando sus leyes agrarias. La orden de Von Eichhorn otorgaba la posesión de la cosecha a quien pudiese sembrarla —incluso si la incapacidad de los nuevos propietarios hacía que los antiguos terratenientes lo llevasen a cabo y esto les otorgase de nuevo la posesión de la cosecha— e imponía la jurisdicción de los tribunales militares de las potencias a aquellos que la desobedecieran. Los mandos militares desoyeron las protestas de la Rada —que se enteró de la orden dos semanas más tarde de su promulgación—. El embajador alemán rechazó también las quejas por la acción de Von Eichhorn y recordó a las autoridades ucranianas la necesidad que tenían del apoyo de los Imperios Centrales para mantenerse en el poder. Las exacciones condujeron pronto a la resistencia armada de los labradores y a la formación de guerrillas, reprimidas violentamente por los ocupantes.
El mismo mes de abril quedó claro que era muy improbable que la Rada fuese capaz de cumplir con las promesas que sus representantes habían realizado en Brest. No logró implantar una Administración eficaz en el territorio, perjudicado por tres años de guerra, uno de revolución social inconclusa y ocupación soviética y luego austro-germana. Los desórdenes en el campo —las expropiaciones de los latifundios, la matanza de parte de la cabaña ganadera por sus nuevos propietarios, las correrías de los soldados licenciados o que habían desertado, el acaparamiento de los campesinos más pudientes o la inactividad de los ingenios azucareros— habían perjudicado la cosecha y hecho peligrar el cumplimiento de las entregas pactadas que debían realizarse antes de julio. La incapacidad de la Rada de cumplir sus compromisos sobre los suministros y el estado caótico del campo —en el que la mayoría de los latifundios había desaparecido en una reforma agraria espontánea sin sanción legal—, selló su destino. Los terratenientes, el único segmento de la población dispuesto a colaborar con los planes de los imperios, formaron una asociación, con estrechos lazos con los círculos conservadores rusos. En parte, estos se habían concentrado en Ucrania tras la desmovilización del Ejército ruso y la implantación del alto el fuego ucrano-soviético por imposición alemana; miles de antiguos oficiales zaristas se habían refugiado en Kiev. La ciudad parecía más una gran urbe rusa que la capital ucraniana, tanto por la cantidad de refugiados como por la escasa popularidad del ucraniano, hablado principalmente en las instituciones oficiales.
A finales de mes, los representantes civiles y militares de los imperios habían abandonado toda esperanza de colaboración por parte de la Rada y decidieron bien reformarla hasta que se sometiese a sus peticiones o sustituirla por un nuevo Gobierno. Antes de sustituirla por un Gobierno más conservador, deseaban que la Rada firmase un acuerdo de cooperación económica. El 18 de abril y mientras buscaban sustitutos para la Rada, los alemanes establecieron ya la fecha de su derrocamiento: el 28 del mes, coincidiendo con la celebración de un congreso de terratenientes. Para entonces corrían ya desde hace tiempo los rumores de un posible cambio de Gobierno. Las potencias tenían dificultades, no obstante, para encontrar sustitutos de su agrado. El día 22, la Asociación de Terratenientes presentó una propuesta al mando alemán en el que sugería el derrocamiento de la Rada, el nombramiento de un gobernador general alemán al frente de un Gobierno de su elección, la formación de unas nuevas Cortes dispuestas a abrogar las reformas de la Rada y a cumplir con los compromisos ucranianos del tratado de paz. Al día siguiente, Ludendorff apremió a Groener a resolver la situación, bien con el beneplácito de la Rada o mediante un cambio de gobierno.
El día 23, se firmó por fin el ansiado acuerdo comercial entre los imperios y Ucrania, lo que despejó este obstáculo en el proceso de derrocamiento de la Rada. Los detalles finales, que incluían las condiciones que debían imponerse al nuevo Gobierno, quedaron fijados en una serie de conferencias entre los representantes civiles y militares de las potencias celebradas el 23 y el 24 en Kiev. Como las duras condiciones eran claramente inaceptables para la Rada, los mandos dieron nuevas instrucciones secretas a la guarnición de la capital para prepararse para un golpe contra ella.
El mismo día, los alemanes aprovecharon la desaparición de uno de los negociadores ucranianos del acuerdo económico —un banquero de origen judío hostil a la Rada y arrestado por orden del ministro del Interior al considerársele un conspirador para derrocarla— para imponer la autoridad de sus tribunales militares en los posibles crímenes y desórdenes.
El 26 de abril, el teniente coronel Pavló Skoropadski, distinguido oficial zarista de familia aristocrática con buenas relaciones con la asociación de terratenientes, se reunió con el jefe del Estado Mayor regional, Wilhelm Groener, para tratar las condiciones en la que los imperios estaban dispuestos a entregarle el Gobierno; estas suponían la conversión del país en un protectorado. Aceptadas las condiciones, se decidió utilizar el inminente Congreso de la Alianza de Terratenientes para llevar a cabo el derrocamiento de la Rada y la instauración del nuevo Gobierno de Skoropadski. Groener deseaba mantener un Gobierno títere que facilitase el dominio y explotación del territorio y había rechazado la propuesta de Ludendorff de implantar un gobierno militar directo. Para facilitar el golpe, los alemanes habían reforzado su guarnición en Kiev a mediados de mes. El 21, la guarnición había recibido orden de aplastar cualquier disturbio que pudiese surgir en caso de golpe de Estado, de vigilar a los funcionarios de la Rada y a los principales miembros de los comités agrarios y de proteger a los terratenientes. Se preparó además a las unidades para tomar los principales centros de comunicaciones y aislar la capital en caso de recibir la orden del mando. Esa misma noche, desarmaron por sorpresa a las dos divisiones ucranianas formadas en Alemania con prisioneros de guerra. El mismo día, la Rada había declarado ilegal y nula la orden de Von Eichhorn, que reaccionó declarando la ley marcial y exigiendo la rescisión de esta decisión.

## Fin de la Rada Central de Ucrania

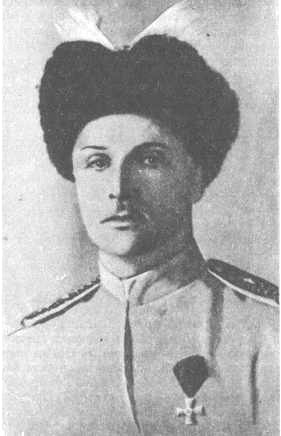
Pavló Skoropadski tomó el poder el mediante un golpe de Estado, iniciando el Hetmanato.

El 28 de abril y con la excusa de buscar al negociador desaparecido, tropas alemanas asaltaron la sede de la Rada Central de Ucrania, deteniendo brevemente a varios de los ministros de la República Popular de Ucrania. El asalto, por el que los mandos alemanes se disculparon más tarde, hundió el prestigio de la Rada y minó su determinación de resistirse a los planes alemanes. Los intentos de conciliación con los alemanes, que no incluyeron la aceptación de la orden de Von Eichhorn del 6 de abril, fracasaron.
El Congreso de la Alianza de Terratenientes acogió a 6432 delegados de distintas provincias en el circo de la ciudad, donde se reunieron bajo protección alemana la tarde del día 28. Los delegados abogaban por el mantenimiento de la propiedad de la tierra, el fin de las reformas sociales y la disolución de la Rada. Alrededor de las dos de la tarde, apareció Skoropadski escoltado por quinientos oficiales rusos que tomaron el relevo en la protección del congreso. Tras ser recibido con una ovación por los delegados, el presidente del congreso, antiguo gobernador zarista de Besarabia, propuso que el congreso le otorgase el título de hetman, moción que se aprobó por aclamación y que Skoropadski aceptó. El cargo, con poderes dictatoriales, debían servir para que el militar acabase con el «caos y la impunidad». Para dar más solemnidad al acto, se programó un Te Deum en la catedral de Kiev. Mientras, la Rada continuaba reunida estudiando el borrador de Constitución; los partidarios de Skoropadski trataron de asaltar el edificio pero los Fusileros de Sich repelieron el ataque e infligieron tres bajas a los atacantes. Apresuradamente, la Rada aprobó sus últimas medidas: la promulgación de la Constitución y la proclamación de Hrushevski como presidente de la república. No obstante, el golpe triunfó en el resto de la ciudad y a primeras horas del 30 de abril los fusileros que defendían la Rada fueron desarmados. Se anunció el fin de la República Popular Ucraniana y la instauración del Estado Ucraniano. El resto del país aceptó con más resignación que entusiasmo el cambio de autoridad. La toma del poder por Skoropadski supuso el regreso de la antigua élite prerrevolucionaria formada por funcionarios zaristas, oficiales del Ejército, terratenientes, industriales y las clases altas urbanas.
Según el pacto con los alemanes, el nuevo hetman abolió la Rada Central Ucraniana, la Pequeña Rada y los comités de la tierra, así como todas las leyes del Gobierno Provisional Ruso y de la Rada sobre la tierra, cuya propiedad volvió a ser privada. Prometió a los pequeños propietarios que podrían obtener las tierras de los latifundios, pero adquiriéndolas a precio de mercado.

## Dirigentes
Durante toda la existencia de la Rada Central Ucraniana, estuvo encabezada por Hrushevski, y en 1918 sus vicepresidentes fueron:
- S. Veselovski,
- M. Shrag,
- A. Nikovsky,
- F. Krizhanivski,

Los secretarios:
- M. Erémov,
- M. Chéchel,
- A. Postolovski,
- Y. Lévchenko,
- E. Onatski,
- L. Likalenko.

Durante el periodo de la Rada Central de Ucrania, los gobiernos tuvieron pocos cambios, siendo dirigidos por:
- Volodímir Vinnichenko de 28 de junio de 1917 a 30 de enero de 1918
- Vsévolod A. Golubóvich[266][267] de 30 de enero al 29 de abril de 1918

## Lugares de reunión

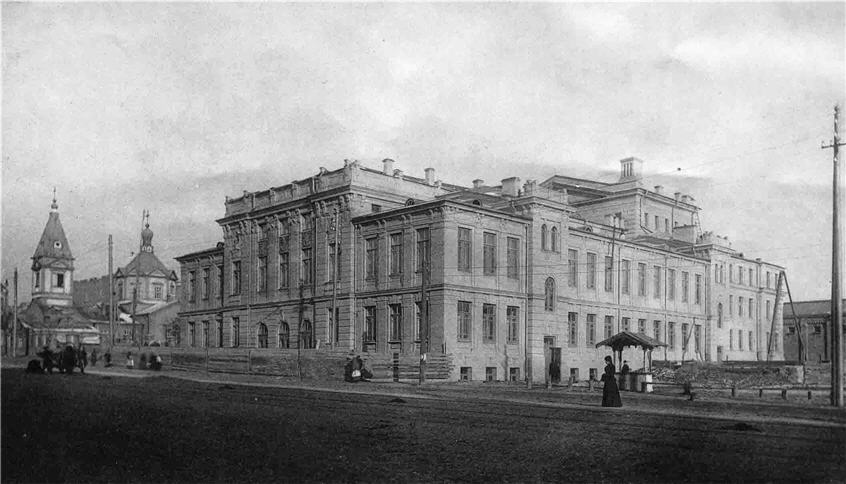
Casa Nacional Tróitski, años 1900

Las reuniones de la “Pequeña Rada” de la Rada Central de Ucrania se llevaron a cabo en el edificio del Museo Pedagógico de la calle Volodýmyrska, las sesiones plenarias de la Rada Central Ucraniana se llevaron a cabo en la “Casa Nacional Tróitski” (Teatro Sadovski). El órgano de difusión en la Rada Central fue «Noticias de la Rada Central Ucraniana», y del gobierno de la República Popular Ucraniana fue «Anuncios del Secretariado General de la República Popular Ucraniana» (publicado desde noviembre de 1917